# Черето Гвиди
Черето Гвиди (итал. Cerreto Guidi) је насеље у Италији у округу Фиренца, региону Тоскана.
Према процени из 2011. у насељу је живело 2602 становника. Насеље се налази на надморској висини од 109 м.

## Становништво
Према резултатима пописа становништва 2011. у општини је живело 10.364 становника.
| 1936. | 1951. | 1961. | 1971. | 1981. | 1991. | 2001. | 2011.  |
| ----- | ----- | ----- | ----- | ----- | ----- | ----- | ------ |
| 8.179 | 8.115 | 8.284 | 8.347 | 8.644 | 8.953 | 9.555 | 10.364 |